# Долґе (Дравський повіт)
Долґе (пол. Dołgie) — село в Польщі, у гміні Островіце Дравського повіту Західнопоморського воєводства.
Населення — 181 особа (2011).
У 1975-1998 роках село належало до Кошалінського воєводства.

## Демографія
Демографічна структура станом на 31 березня 2011 року:
|          | Загалом | Допрацездатний вік | Працездатний вік | Постпрацездатний вік |
| -------- | ------- | ------------------ | ---------------- | -------------------- |
| Чоловіки | 95      | 16                 | 69               | 10                   |
| Жінки    | 86      | 18                 | 48               | 20                   |
| Разом    | 181     | 34                 | 117              | 30                   |